# 埃及桥

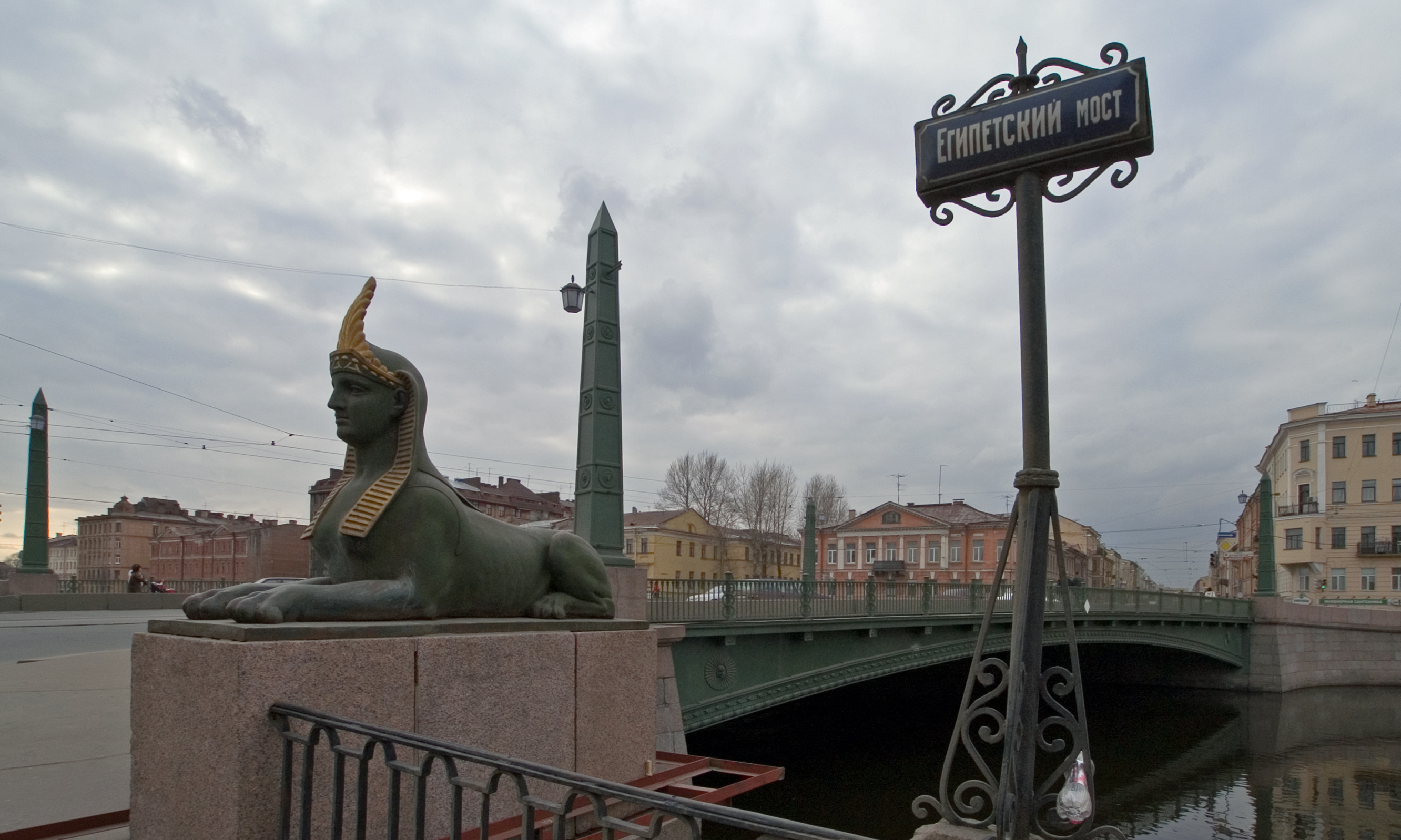
埃及桥

埃及桥（羅馬化：Egipetsky most）位于俄罗斯圣彼得堡，莱蒙托夫大街跨丰坦卡河处。它建于1825年至1826年。桥头竖立着铸铁狮身人面像，一对不同寻常的埃及风格的柱子，和象形文字。 
1905年1月20日，当一个骑兵中队列队通过时，该桥倒塌。目前的埃及桥完成于1955年。
59°55′01″N 30°17′51″E / 59.91694°N 30.29750°E